# Charly (Cher)
Charly ist eine französische Gemeinde mit 235 Einwohnern (Stand: 1. Januar 2022) im Département Cher in der Region Centre-Val de Loire; sie gehört zum Arrondissement Saint-Amand-Montrond und zum Kanton La Guerche-sur-l’Aubois. Die Einwohner werden Charliacois genannt.

## Geographie
Charly liegt etwa drei Kilometer ostsüdöstlich von Bourges. Umgeben wird Charly von den Nachbargemeinden Cornusse im Nordwesten und Norden, Ourouer-les-Bourdelins im Norden und Osten, Vereaux und Sagonne im Südosten, Blet im Süden und Westen sowie Osmery im Nordwesten.

## Bevölkerungsentwicklung
| Jahr                       | 1962 | 1968 | 1975 | 1982 | 1990 | 1999 | 2006 | 2019 |
| -------------------------- | ---- | ---- | ---- | ---- | ---- | ---- | ---- | ---- |
| Einwohner                  | 399  | 364  | 273  | 272  | 252  | 257  | 233  | 246  |
| Quellen: Cassini und INSEE |      |      |      |      |      |      |      |      |

## Sehenswürdigkeiten
- Kirche Notre-Dame aus dem 12. Jahrhundert, seit 1862 Monument historique

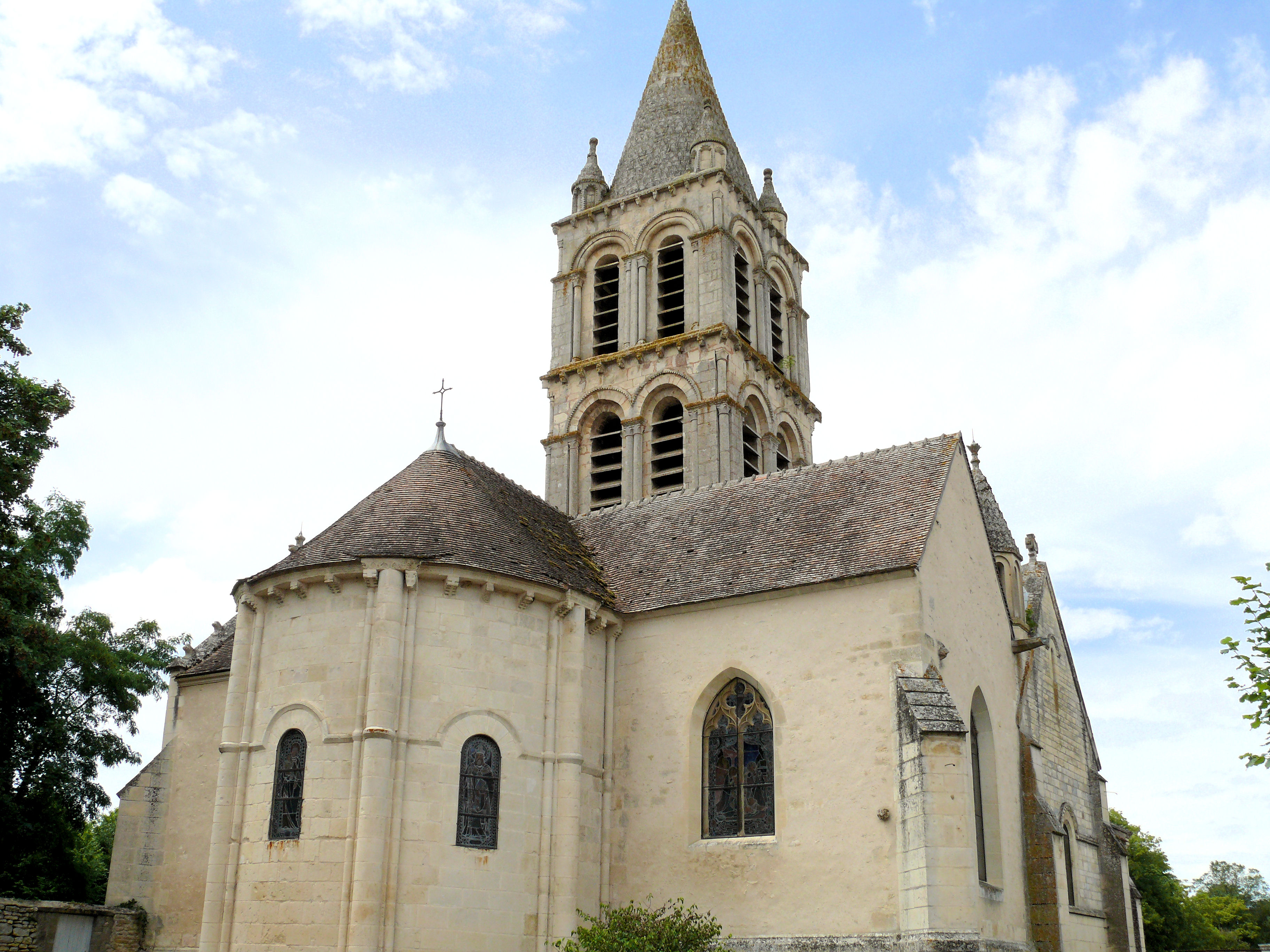
Kirche Notre-Dame